# Menemerus marginalis
Menemerus marginalis är en spindelart som först beskrevs av Banks 1909.  Menemerus marginalis ingår i släktet Menemerus och familjen hoppspindlar. Inga underarter finns listade i Catalogue of Life.